# Lacroix-Falgarde
Lacroix-Falgarde település Franciaországban, Haute-Garonne megyében. Lakosainak száma 2047 fő (2022. január 1.). Lacroix-Falgarde Portet-sur-Garonne, Aureville, Goyrans, Pinsaguel, Vigoulet-Auzil és Pins-Justaret községekkel határos.

## Népesség
A település népességének változása:
| Lakosok száma | 415  | 1148 | 1478 | 1873 | 2036 | 2029 | 2068 | 2081 | 2089 | 2047 |
|               | 1968 | 1982 | 1990 | 2006 | 2013 | 2015 | 2017 | 2019 | 2020 | 2022 |